# PZL-230 Skorpion
El PZL-230 Skorpion fue un ambicioso proyecto de avión de ataque a tierra proyectado para la Fuerza Aérea Polaca. El proyecto se inició a finales de 1980 por la empresa PZL y cancelado en 1994 debido a la falta de fondos.

## Historia

### Desarrollo

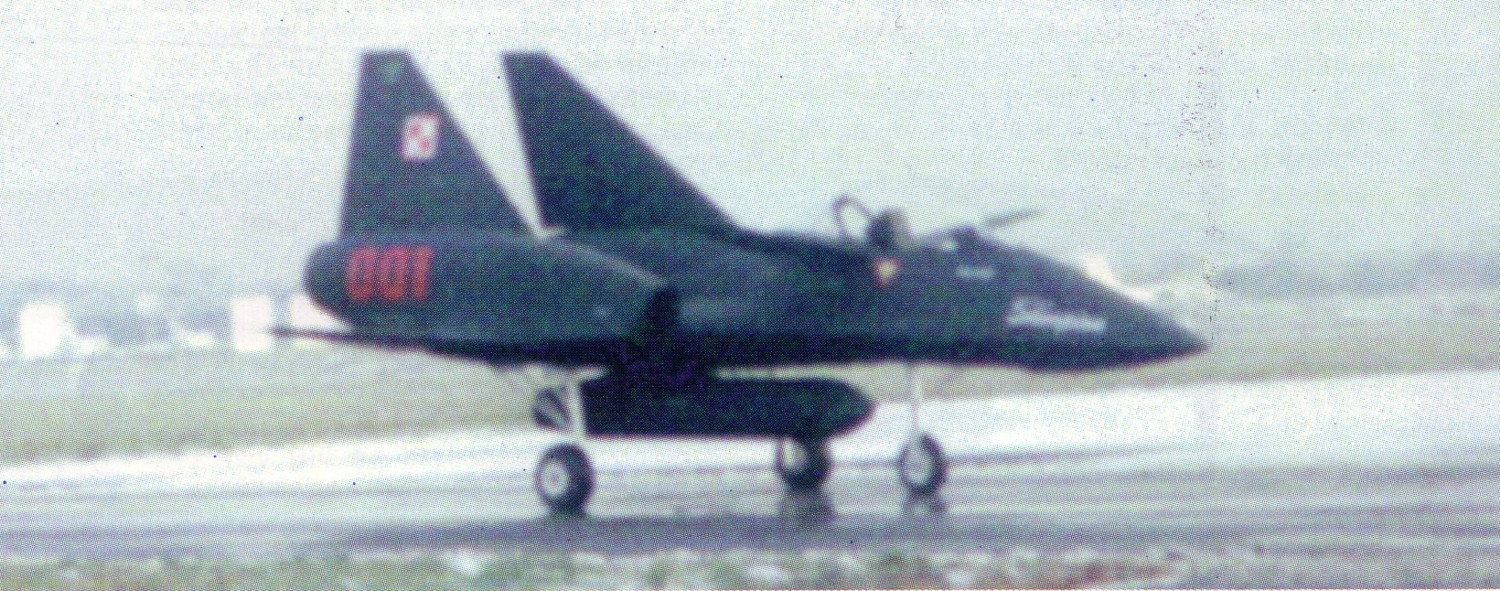
Fotografía de un prototipo del PZL-230 durante unas pruebas.

El proyecto fue desarrollado por un equipo dirigido por Andrew Frydrychewicz, encargado de ingeniería y diseño de la PZL-Mielec, que; tras el análisis de las experiencias de las últimas guerras (como la de Vietnam y la guerra Soviética en Afganistán), y aprovechando su experiencia con otros diseños recientes; mostró la idea de un avión de combate de alta eficiencia, maniobrabilidad y de bajo coste, para suspender las importaciones de dicha clase de aparatos desde la URSS, haciendo a Polonia autosuficiente en el ramo militar. 
Entre las capacidades deseadas se encontraban las de despegue corto y aterrizaje (STOL),y una buena maniobrabilidad, pero con protección blindada. Tenía que ser barato, fácil de construir y modificar (debido a su diseño modular), así como capaz de despegar de los campos de aviación de primera línea con superficies con poca preparación, e incluso desde el césped. 
Por su diseño modular, que lo hace fácil de reparar en el campo, era visto como prometedor, pero contaba desde su inicio con detractores, filiales a la URSS y sus diseños aeronáuticos. La variante temprana incorporó un solo piloto, unos reactores gemelos montados en el fuselaje superior como el A-10 Thunderbolt II, así como adoptó su construcción con alas de tipo canard.
Entre sus especificaciones también se requería que tuviera la capacidad de despegar/aterrizar en una pista de mínimo 250 metros de longitud, poder llegar a velocidades de hasta 640 km/h, y que estuviese armado con un cañón de 25 mm para combates de tipo dog-fight, y ser capaz de transportar hasta 2.000 kg en armamento tanto de origen soviético como de la OTAN. Además de contar con navegación asistida por sistemas fly-by-wire y otros sistemas de aviónica avanzados iban a ser utilizados en su construcción.
En 1990 el diseño fue cambiado, y el Ministerio de Defensa polaco exigió que el aparato tuviera una velocidad máxima de 1000 km/h y una capacidad de llevar hasta 4.000 kg de equipo. El Skorpion fue rediseñado tras dichas observaciones, y tras ello se convirtió en un avión más pesado, por lo que sus motores se movieron hacia la zona central del armazón. Los cambios necesarios en el nuevo aparato requirieron que la longitud de pista se extendiera a 400 m, más de lo que originalmente se planeaba, tras lo que el nuevo diseño se hizo más plano, adquiriendo así algunas capacidades furtivas. Esta versión se conoce como el PZL-230F, con la F por sus capacidades ya citadas, del que solo se construyó una versión en 1992.
Versiones anteriores fueron nombradas como "D" , y se incluía un avión de entrenamiento "DT" y una variante de combate "DB". En 1993 el proyecto fue aceptado por la fuerza aérea, pero debido a los recortes presupuestarios fue cancelado en 1994.
El PZL -230 era un proyecto ambicioso para Polonia. Sus críticos argumentaron desde el principio que era demasiado ambicioso y algo imposible de realizar, pero después de los acontecimientos de 1989 se condenó el proyecto a su fin, ya que al fin Polonia podría importar más tecnología de esta y otra clase de origen occidental, y hasta el proyecto fue también afectado por la transformación económica de un modelo de tipo centralista, herendad de las naciones bajo el mando comunista; al cambiar Polonia sin complicaciones al modelo económico capitalista. El gobierno posterior a 1989 tenía otras prioridades más apremiantes que la militar. 
A pesar de algunos comentarios y evaluaciones favorables, se creyó que, según sus especificaciones originales; el PZL-230 pudo haberse convertido en uno de los más eficientes aviones de ataque contemporáneos y muchos sostienen que el PZL-230 podría haberse convertido en un éxito de exportación, pero su apresurado final, como en el Lavi israelí, fue causado por la facilidad con la que contaría Polonia de acceder a aeronaves estadounidenses ya disponibles. Hoy en día es recordado como uno de los aviones polacos más ingeniosos por su diseño y características innovadoras.

## Características generales (PZL-230 D)
Referencia datos: 

### Características generales
- Tripulación: 1
- Longitud: 10 m (32,8 ft)
- Envergadura: 12,1 m (39,7 ft)
- Altura: 4,2 m (13,8 ft)
- Superficie alar: 25,4 m² (273,4 ft²)
- Peso vacío: 11 000 kg (24 244 lb)
- Planta motriz: 2× Turbofán Textron Lycoming LF 507.
  - Empuje normal: 31 kN (3161 kgf; 6969 lbf) de empuje cada uno.

### Rendimiento
- Velocidad máxima operativa (Vno): 1000 km/h (621 MPH; 540 kt)
- Alcance en combate: 300 km (162 nmi; 186 mi)
- Techo de vuelo: 12 000 m (39 370 ft)
- Régimen de ascenso: 90 m/s (17 716 ft/min)
- Limites de Fuerzas G:+7/-3

### Armamento
- Cañones: 1× un cañón de 25 mm
- Otros: Bombas, cohetes y misiles.